# ظفر آرغن
ظَفَر آرغِن (بالتركية: Zafer Ergin) ممثل تركي ولد في 30 أغسطس 1942 في أنقرة، وهو بطل مسلسل الأزقة الخلفية.

## أعماله
- برلين في برلين (1993)
- وادي الذئاب (2005)[2]

## روابط خارجية
- ظافر أرجين على موقع IMDb (الإنجليزية)
- ظافر أرجين على موقع ألو سيني (الفرنسية)
- ظافر أرجين على موقع أول موفي (الإنجليزية)
- ظافر أرجين على موقع قاعدة بيانات الأفلام السويدية (السويدية)
- ظافر أرجين على موقع قاعدة بيانات الفيلم (الإنجليزية)
- ظافر أرجين على موقع كينوبويسك (الروسية)